# Melanagromyza dettmeri
Melanagromyza dettmeri este o specie de muște din genul Melanagromyza, familia Agromyzidae, descrisă de Erich Martin Hering în anul 1933.
Este endemică în Netherlands. Conform Catalogue of Life specia Melanagromyza dettmeri nu are subspecii cunoscute.